# Feroze Khan
Feroz-ud-Din „Feroze” Khan (ur. 9 września 1904 w Basti Daneshmandan w Dźalandharze, Pendżab, zm. 21 kwietnia 2005 w Islamabadzie) – pakistański hokeista na trawie, mistrz olimpijski.
Sięgnął po złoto igrzysk w Amsterdamie (1928) w barwach Indii Brytyjskiich. Po uzyskaniu niepodległości przez Pakistan przyjął obywatelstwo tego kraju (1947) i jako trener poprowadził reprezentację pakistańską do mistrzostwa olimpijskiego w Rzymie w 1960, przerywając tym samym serię triumfów Hindusów (Indie sięgały po złoto nieprzerwanie od 1928).
Pod koniec życia był prawdopodobnie najstarszym żyjącym mistrzem olimpijskim na świecie (po śmierci w sierpniu 2004 amerykańskiego finansisty Jamesa Stillmana Rockefellera, mistrza w wioślarstwie).